# 穆罕默德·齐亚·哈克
穆罕默德·齐亚·哈克（1924年8月12日—1988年8月17日）巴基斯坦前軍政府領導人、曾任巴基斯坦总统。

## 生平

### 早年生活
齐亚·哈克生于英属印度的北方邦，后随家庭迁往旁遮普贾朗达尔，1945年毕业于台拉登印度皇家军事学院，二战末期在英国部队中服役，於东南亚作战。印巴分治后，齐亚·哈克在巴基斯坦奎达任指挥官和军校教官。50年代末60年代初，他前往美国装甲兵军官进修学校和参谋军官进修学校进修。1969年，被派往约旦援助其选练军队。回国后于1972年升为巴基斯坦第三军军长，受命审判当年针对阿里·布托政府发动未遂政变的军官，同时被授予少将军衔。哈克于1975年晋升中将，次年3月1日越级出任巴基斯坦陆军参谋长，晋升上将，被认为是布托的亲信之一。

### 發動軍事政變奪取政權
1977年7月5日，哈克突然发动政变，推翻阿里·布托，自任军事管制首席执行官。哈克很快释放了布托，并承诺在三个月后举行大选。但是，随着布托很快恢复声望，哈克开始采取各种手段阻止其再度当选，于9月再次逮捕布托，并于10月1日宣布取消大选。在法兹尔·伊拉希·乔德里次年任满后，哈克接任总统，并于次年不顾国际社会的强烈反对，将布托以谋杀未遂的罪名处死。哈克当政初期，巴基斯坦实施党禁，工人禁止罢工，媒体也受到严格控制。

### 總統
齐亚·哈克在位期间，繼承之前的政府政策，巴基斯坦均同中国和美國保持着紧密的关系，1979年苏联入侵阿富汗后，哈克向美国靠拢，在其支持下加强军事力量，反对苏联的扩张。在他的领导下，巴基斯坦接纳了300万阿富汗难民，美国和阿拉伯国家对圣战者组织支援源源不断地通过巴基斯坦进入阿富汗。这些政策扭转了西方和阿拉伯社会对其的态度，使其走出执政后的困难时期。在美国的经济援助下，巴基斯坦保持了稳定的经济增长，实现了粮食自给。在伊斯兰神学协会支持下，哈克在巴基斯坦社会推行伊斯兰教思想，巩固统治基础。1984年，齐亚·哈克举行公民投票，在充滿舞弊的情況下，宣稱获得大部分选民支持，于次年正式连任总统。此后，齐亚·哈克宣布取消军法管制，把行政权力移交给新组建的文官政府，开始民主化进程。

### 死亡
1988年8月17日，其C-130座机在巴哈瓦尔普尔上空突然爆炸，哈克和包括美国驻巴大使在内的30人当场死亡。死后，以伊莎克汗代總統為首的巴基斯坦政府为其举行了国葬，将其葬于费萨尔清真寺南侧。美国、苏联等国领导人均发唁电，印度为其哀悼三天，联合国秘书长佩雷斯·德奎利亚尔也予以其高度评价，8月19日吳學謙副總理代表中國政府參加其葬禮。
死後，巴基斯坦舉行十多年來的自由民主選舉，被齐亚·哈克軍事政變趕下台及整肅的布托家族及巴基斯坦人民黨重掌政權。而齐亚·哈克的死，亦為之後繼承其政治地位的納瓦茲·謝里夫鋪平了道路。